# Prydnadsbock
Prydnadsbock (Anaglyptus mysticus) är en art i insektsordningen skalbaggar som tillhör familjen långhorningar. 

## Kännetecken
Denna långhorning har en cylindrisk och långsträckt kroppsbyggnad och en kroppslängd på 6 till 14 millimeter. Dess täckvingar är karakteristiskt rödbruna framtill och övergår sedan i svart. Över täckvingarnas mitt finns tre ljusare band, bildade av fina vitaktiga hår. Även på täckvingarnas bakre del finns ljusare hår.

## Utbredning
Utbredningsområdet omfattar mellersta och södra Europa, Baltikum och Ryssland, samt delar av Danmark, Sverige och Norge.

### Status
I Sverige är prydnadsbocken betraktad som nära hotad. Det största hotet mot arten är brist på torr och död ved av olika lövträd, som  bok, ek, hassel, lind, lönn och vildapel där larverna kan utvecklas. Träd i soligt läge föredras och igenväxning av lämpliga habitat är också ett hot mot arten.

## Levnadssätt
Prydnadsbockens larv behöver två eller tre år på sig för att utvecklas till imago. När larven är redo att förpuppa sig sker detta under slutet av sommaren. Efter kläckningen tillbringar den fullbildade skalbaggen vintern i puppkammaren. Som fullbildade skalbagge hittas den ofta på blommor av hagtorn eller kornell.